# Aodh Dubh mac Aodha Ruaidh Ó Domhnaill
Aodh Dubh mac Aodha Ruaidh Ó Domhnaill (anglais: Hugh Duff O'Donnell )  mort le 5 juillet 1537 , 19e O'Donnell ou Ua Domhnaill du  clan, et roi de  Tyrconnell en Irlande de 1505 à sa mort. C'est  un des principaux seigneurs gaéliques irlandais à l'époque des Tudor.

## Biographie
IL est le second fils d'Aodh Ruadh mac Niall Ghairbh Ó Domhnaill (mort en 1505), roi de Tyrconnell de 1461 à 1505 sauf pendant une brève période en 1497 pendant laquelle il est évincé par son fils aîné Conn mac Aodha Ruaidh Ó Domhnaill, Aodh Dubh succède à son père en 1505, et règne jusqu'à sa mort en 1537. Il a comme successeur son fils Maghnus mac Aodha Duibh Ó Domhnaill,
Comme son père, Sir Aodh Dubh est un puissant souverain qui réussit à battre en brèche la dynastie rivale des O'Neill et à  étendre l'influence des Ó Domhnaill dans le nord Connacht Son règne voit le développement progressif de l’alliance entre les O'Donnell et la couronne anglaise qui perdurera jusqu'à la fin du siècle. Aodh combat aux côtés de Gerald FitzGerald le 8e Comte de Kildare dans le Munster en 1510 -et doit avoir participé à la Bataille de Knockdoe (en). En 1511 il se rend en  pèlerinage à Rome où il obtient une indulgence plénière du Pape, et est armé chevalier par Henri VIII lors de son passage à Londres au retour de son voyage, Le 6 mai 1531 il se soumet formellement au représentant d'Henri VIII en Irlande le  Lord Deputy d'Irlande William Skeffington, à Drogheda.
Parmi ses petits-fils il y a  Hugh Roe O'Donnell et Rory Ó Donnell 1er comte de Tyrconnell, connus respectivement pour leurs rôles dans la  guerre de Neuf Ans en Irlande et la  Fuite des comtes.

## Postérité
Aodh Dubh avait cinq fils :
- Maghnus mac Aodha Duibh Ó Domhnaill, 21e chef des  Ua Domhnaill (O’Donnel)  mort en 1563 ;
- Aodh Buidhe Ó Domhnaill mort en 1538 ;
- Conn Mor Ó Domhnaill tánaiste mort après 1549 ;
- Éigneachán Ó Domhnaill mort en 1535 ;
- Aodh de Ramelton mort en 1503 ;

## Sources
- (en) T.W Moody, F.X. Martin, F.J. Byrne A New History of Ireland , Volume IX Maps, Genealogies, Lists. A companion to Irish History part II . Oxford University Press réédition 2011  (ISBN 9780199593064).
- (en) Steven G. Ellis, Ireland in the Age of the Tudors, 1447-1603, Routledge Édition, 1998 (ISBN 978-0-582-01901-0)
- (en) Art Cosgrove, New History of Irland,Volume II ‘’Medieval Ireland 1169-1534’’, Oxford, Oxford University Press, 2008, 1066 p. (ISBN 978-0-19-953970-3), p. 621,623-4,657,664,672,679,683,809